# Las Marías
Las Marías ist eine der 78 Gemeinden von Puerto Rico. Sie liegt im Westen von Puerto Rico. Sie hatte 2019 eine Einwohnerzahl von 7927 Personen.

## Geschichte
Las Marías wurde am 1. Juli 1871 gegründet. Puerto Rico wurde nach dem Spanisch-Amerikanischen Krieg unter den Bedingungen des Pariser Vertrages von 1898 von Spanien abgetreten und wurde ein Territorium der Vereinigten Staaten. 1899 führten die Vereinigten Staaten ihre erste Volkszählung in Puerto Rico durch und stellten fest, dass die Bevölkerung von Las Marías zum damaligen Zeitpunkt 11.279 Einwohner betrug.

## Gliederung
Die Gemeinde ist in 16 Barrios aufgeteilt:
1. Alto Sano
2. Anones
3. Bucarabones
4. Buena Vista
5. Cerrote
6. Chamorro
7. Espino
8. Furnias
9. Las Marías barrio-pueblo
10. Maravilla Este
11. Maravilla Norte
12. Maravilla Sur
13. Naranjales
14. Palma Escrita
15. Purísima Concepción
16. Río Cañas